# アメデーオ7世・ディ・サヴォイア

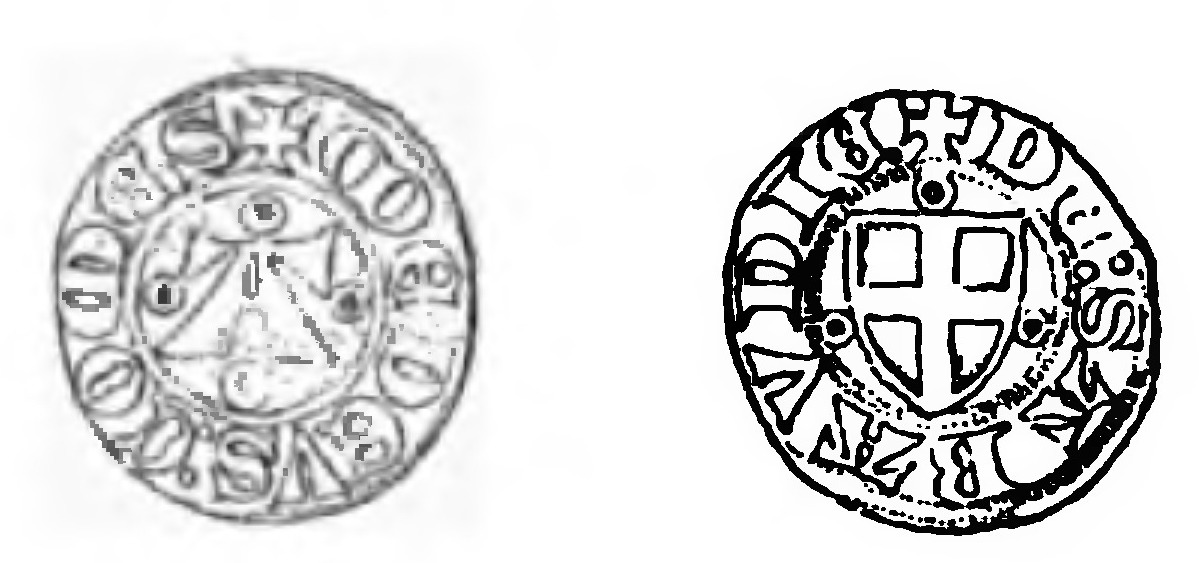
アメデーオ7世のコイン

アメデーオ7世・ディ・サヴォイア（イタリア語：Amedeo VII di Savoia, 1360年2月24日 - 1391年11月1日）は、サヴォイア伯（在位：1383年 - 1391年）。赤伯（il Conte Rosso）とよばれる。

## 生涯
アメデーオ7世はサヴォイア伯アメデーオ6世とボンヌ・ド・ブルボンの息子である。1383年に伯位を継承したが、母ボンヌと権力を分かち合わなければならなかった。1384年、親族であるシオン司教エドアルド・ディ・サヴォイアに対する反乱を鎮圧するため、アメデーオは軍を率いシオンを攻撃し、略奪を行った。1388年、アメデーオ7世はプロヴァンス東部の領域およびニースの港町を手に入れ、これによりサヴォイア伯領は地中海への道を確保した。
アメデーオ7世は1391年11月1日に、狩猟での事故により破傷風にかかり死去した。死後にアメデーオ7世の遺言がもとで紛争が勃発した。アメデーオ7世は自身の息子で継承者であるアメデーオ8世の後見人に、慣習に従い息子の母で勢力を持つベリー公ジャン1世の娘ボンヌを指名するのではなく、自身の母で同じく勢力を持つブルボン公ルイ2世の妹ボンヌを指名した。アメデーオ7世の母と妻の対立により、死後まもなくアメデーオ7世が毒殺されたという噂が立った。結局、両者が和解するために3ヶ月の交渉を要した。
アメデーオ7世はその親切なもてなしで知られており、あらゆる立場の人々を楽しませ、客には必ず食事のもてなしをしたという。

## 結婚と子女
アメデーオ7世は、ベリー公ジャン1世（フランス王シャルル5世の弟）の娘ボンヌと結婚し、3子をもうけた。
- アメデーオ8世（1383年 - 1451年） - サヴォイア伯のちサヴォイア公。後に対立教皇フェリクス5世となる。ブルゴーニュ公フィリップ2世の娘マリーと結婚[6]。
- ボナ（1388年 - 1432年） - ピエモンテ領主ルドヴィーコ・ディ・サヴォイア＝アカイアと結婚
- ジョヴァンナ（1395年 - 1460年） - モンフェッラート侯ジョヴァンニ・ジャコモ・パレオロゴと結婚